# Мариологија
Мариологија је термин којим се у хришћанској теологији означавају разматрања о Марији, Исусовој мајци. У методолошком смислу мариологија подразумева разматрање учења о Марији у односу на друге аспекте хришћанске вере, пре свега у односу на учења о Исусу Христу, откупљењу и милости. Такође у оквир мариолошких студија улазе и радови који се баве разматрањем места Марије у хришћанском Светом писму, традицији и црквеној догми.
Међу разним хришћанским деноминацијама постоје различита учења о Марији. Мариолошке студије имају посебног значаја у оквиру Римокатоличке цркве, док се у Православној цркви Марија поштује литургијски и није предмет посебних црквених догмата. Размимоилажења постоје и међу разним протестантским деноминацијама.
У 20. веку римокатолички теолози, посебно Раимодно Спијаци и Габријел Роскини, објавили су велики број мариолошких публикација.